# Bessé
Pour les articles homonymes, voir Bessé (homonymie).
Pour les articles ayant des titres homophones, voir Besset, Bessay, Bessey, Bessais-le-Fromental et Baissey.
Cet article possède un paronyme, voir Besse.
Bessé est une commune du Sud-Ouest de la France située dans le département de la Charente, en région Nouvelle-Aquitaine.
Ses habitants sont appelés les Bessécois et les Bessécoises.

## Géographie

### Localisation et accès
Bessé est une commune située dans le nord du département de la Charente. Elle est une des moins étendues du canton d'Aigre.
Le bourg de Bessé, à 10 km nord-est d'Aigre et 14 km de Ruffec, est un bourg important situé à proximité de la route de Charmé à Souvigné.

### Hameaux et lieux-dits
En dehors du bourg, la commune de Bessé ne comporte que deux hameaux, la Gragonne, près de la route de Charmé, et les Hortes, au nord du bourg.

### Communes limitrophes
| Souvigné |        | Courcôme |
|          | Bessé  | Charmé   |
|          | Tusson |          |

### Géologie et relief
Géologiquement, la commune est dans le calcaire du Jurassique du Bassin aquitain, comme tout le Nord-Charente. Plus particulièrement, l'Oxfordien terminal (Jurassique supérieur) occupe la surface communale. Le sol est un calcaire argilo-marneux,,.
Le relief est celui d'une plaine ondulée et légèrement relevée au nord-est, d'une altitude moyenne de 100 m. Le point culminant de la commune est à une altitude de 131 m, situé sur la limite orientale au Peu Chavalier, un peu au sud du château d'eau. Le point le plus bas est à 84 m, situé sur la limite ouest. Le bourg est à 95 m d'altitude.

### Hydrographie

#### Réseau hydrographique

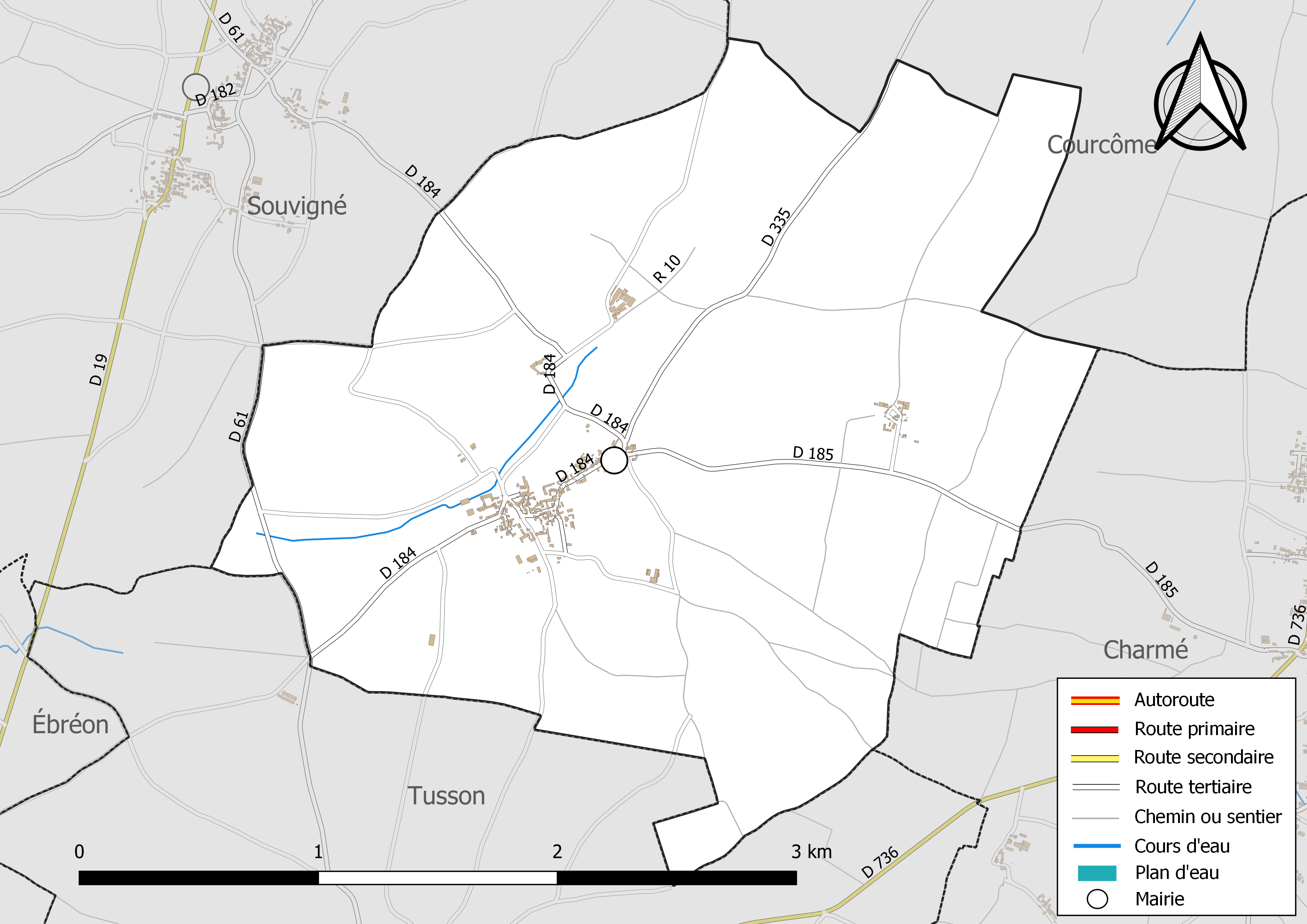
Réseaux hydrographique et routier de Bessé.

La commune est située dans le bassin versant de la Charente au sein  du Bassin Adour-Garonne. Elle est drainée par des petits cours d'eau, qui constituent un réseau hydrographique de 2 km de longueur totale,. Un ruisseau intermittent descend de la Chise et passe devant le bourg, avant de se diriger vers l'ouest. Il y a un lavoir-fontaine au bourg, et une fontaine à Gragonne.

#### Gestion des cours d'eau
Le territoire communal est couvert par le schéma d'aménagement et de gestion des eaux (SAGE) « Charente ». Ce document de planification, dont le territoire correspond au bassin de la Charente, d'une superficie de 9 300 km2, a été approuvé le 19 novembre 2019. La structure porteuse de l'élaboration et de la mise en œuvre est l'établissement public territorial de bassin Charente. Il définit sur son territoire les objectifs généraux d’utilisation, de mise en valeur et de protection quantitative et qualitative des ressources en eau superficielle et souterraine, en respect des objectifs de qualité définis dans le troisième SDAGE  du Bassin Adour-Garonne qui couvre la période 2022-2027, approuvé le 10 mars 2022.

### Climat
Comme dans les trois quarts sud et ouest du département, le climat est océanique aquitain.

### Végétation
Des bois assez importants couvrent l'est de la commune.

## Urbanisme

### Typologie
Au 1er janvier 2024, Bessé est catégorisée commune rurale à habitat dispersé, selon la nouvelle grille communale de densité à 7 niveaux définie par l'Insee en 2022.
Elle est située hors unité urbaine. Par ailleurs la commune fait partie de l'aire d'attraction de Ruffec, dont elle est une commune de la couronne,. Cette aire, qui regroupe 30 communes, est catégorisée dans les aires de moins de 50 000 habitants,.

### Occupation des sols
L'occupation des sols de la commune, telle qu'elle ressort de la base de données européenne d’occupation biophysique des sols Corine Land Cover (CLC), est marquée par l'importance des territoires agricoles (87,9 % en 2018), une proportion identique à celle de 1990 (87,9 %). La répartition détaillée en 2018 est la suivante : 
terres arables (84,9 %), forêts (8,7 %), zones urbanisées (3,4 %), zones agricoles hétérogènes (3 %). L'évolution de l’occupation des sols de la commune et de ses infrastructures peut être observée sur les différentes représentations cartographiques du territoire : la carte de Cassini (XVIIIe siècle), la carte d'état-major (1820-1866) et les cartes ou photos aériennes de l'IGN pour la période actuelle (1950 à aujourd'hui).

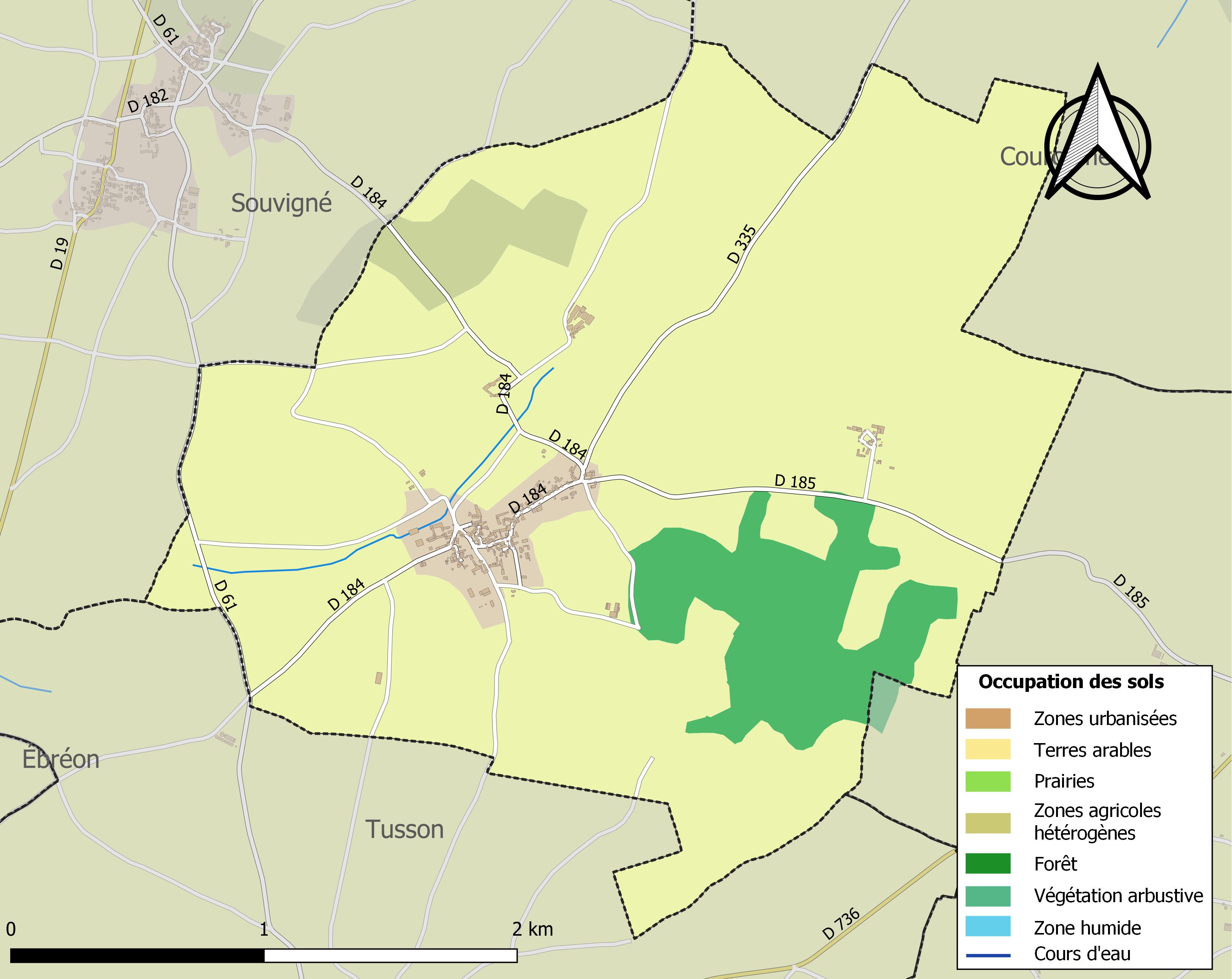
Carte des infrastructures et de l'occupation des sols de la commune en 2018 (CLC).

### Risques majeurs
Le territoire de la commune de Bessé est vulnérable à différents aléas naturels : météorologiques (tempête, orage, neige, grand froid, canicule ou sécheresse) et séisme (sismicité modérée). Il est également exposé à un risque technologique,  le transport de matières dangereuses. Un site publié par le BRGM permet d'évaluer simplement et rapidement les risques d'un bien localisé soit par son adresse soit par le numéro de sa parcelle.

#### Risques naturels

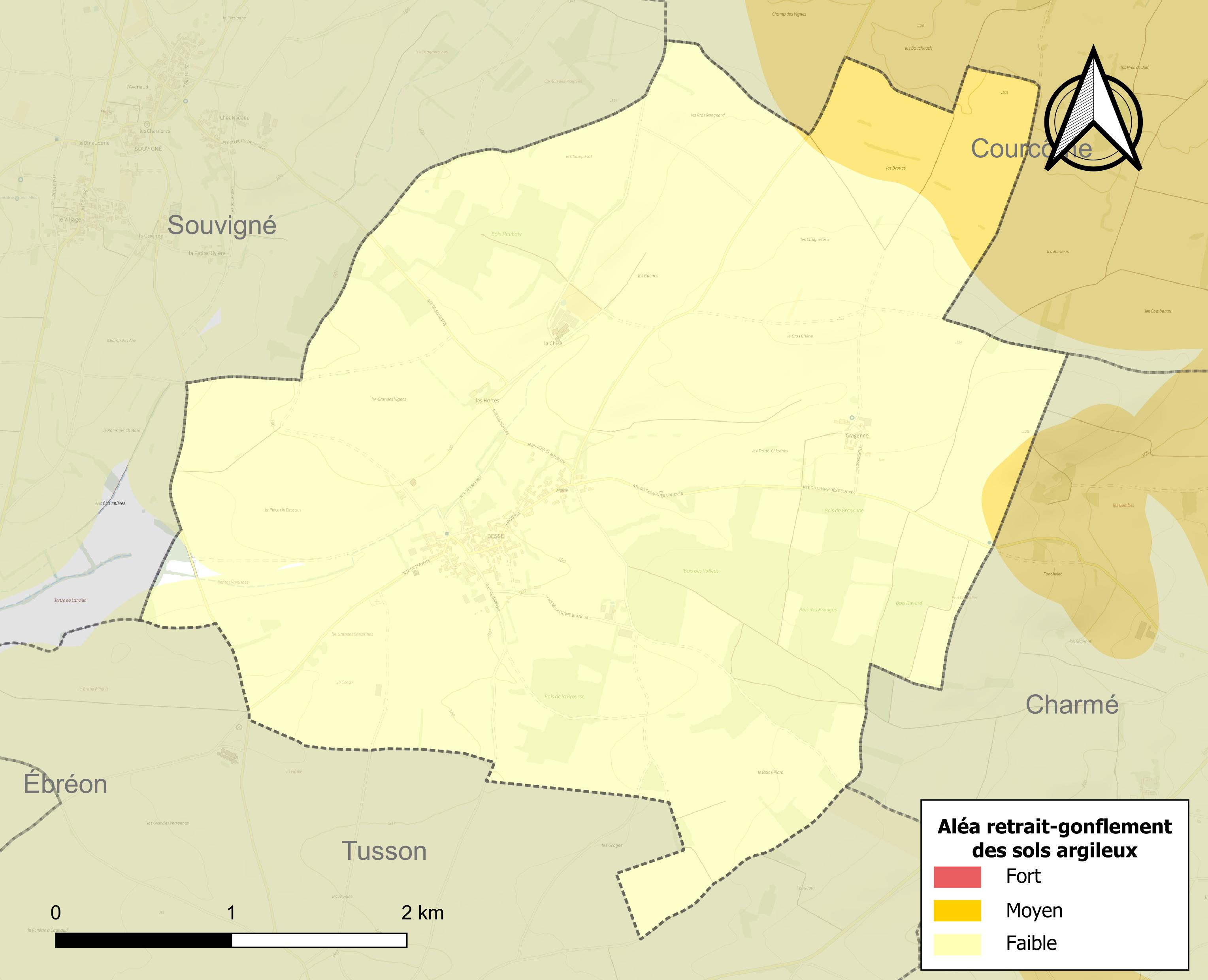
Carte des zones d'aléa retrait-gonflement des sols argileux de Bessé.

Le retrait-gonflement des sols argileux est susceptible d'engendrer des dommages importants aux bâtiments en cas d’alternance de périodes de sécheresse et de pluie. 5,6 % de la superficie communale est en aléa moyen ou fort (67,4 % au niveau départemental et 48,5 % au niveau national). Sur les 88 bâtiments dénombrés sur la commune en 2019,  aucun n'est en aléa moyen ou fort, à comparer aux 81 % au niveau départemental et 54 % au niveau national. Une cartographie de l'exposition du territoire national au retrait gonflement des sols argileux est disponible sur le site du BRGM,.
Par ailleurs, afin de mieux appréhender le risque d’affaissement de terrain, l'inventaire national des cavités souterraines permet de localiser celles situées sur la commune.
La commune a été reconnue en état de catastrophe naturelle au titre des dommages causés par les inondations et coulées de boue survenues en 1982, 1999 et 2014. Concernant les mouvements de terrains, la commune a été reconnue en état de catastrophe naturelle au titre des dommages causés par des mouvements de terrain en 1999.

#### Risques technologiques
Le risque de transport de matières dangereuses sur la commune est lié à sa traversée par une ou des infrastructures routières ou ferroviaires importantes ou la présence d'une canalisation de transport d'hydrocarbures. Un accident se produisant sur de telles infrastructures est susceptible d’avoir des effets graves sur les biens, les personnes ou l'environnement, selon la nature du matériau transporté. Des dispositions d’urbanisme peuvent être préconisées en conséquence.

## Toponymie
Les formes anciennes sont  Besset en 1296, Beyssiec en 1302, Bessiaco en 1399, Bessia (non daté).
Comme Bessac plus au sud, l'origine du nom de Bessé remonterait à un personnage gallo-romain Bessius (ou Bettius, ou Beccius) auquel est apposé le suffixe -acum, ce qui correspondrait au « domaine de Bessius ».
La limite des noms en -ac (au sud) et des noms en -é, -ay ou -y (au nord), qui traverse la France d'ouest en est, traverse le nord-ouest du département de la Charente entre Rouillac/Montigné et Bernac/Londigny.

## Histoire
L'habitat remonte au Néolithique ce qui est attesté par la présence du dolmen de la Pierre-Blanche.
Les premiers seigneurs de Bessé qui nous sont connus sont les Fradin, famille qui acquiert la noblesse dès le XIVe siècle par les charges qu'elle occupe dans l'échevinage de Saint-Jean-d'Angély. Cette famille, dont certaines branches, notamment celle de Bélâbre existent encore au début du XXe siècle, est donc une des noblesses d'échevinage les plus anciennes. Le premier de cette famille qui soit qualifié de seigneur de Bessé, est Ambroise Fradin, élu échevin de Saint-Jean-d'Angély en 1392, et maire de cette ville en 1405.
En 1537, Jean Fradin, écuyer, seigneur de Bessé, épouse Marie Bouchard d'Aubeterre. Vers l'année 1580, deux de ses petits-fils s'intitulent encore seigneurs de Bessé.
Toutefois, il semble probable que, dès cette époque, ils ne possèdent plus qu'une partie de la terre car, depuis longtemps déjà, une autre famille s'y est implantée, la famille d' Anché, très ancienne maison qui possède la terre de Bessé, au moins en partie, depuis le deuxième quart du XVIe siècle, jusqu'à son extinction, dans la première moitié du XVIIIe siècle.
Louis d'Anché, seigneur de Bessé, épouse Émerie de Volvire, dont il n'a que des filles. L'aînée, Jeanne d'Anché, épouse en 1747, Emmanuel-François de Lambertie, chevalier seigneur de Saint-Martin-l'Ars, et lui porte en dot la terre de Bessé, qui passe ainsi aux mains de la famille de Lambertie.
La paroisse de Bessé est devenue commune en 1793.

## Administration
| Période                                  | Période  | Identité               | Étiquette | Qualité          |
| ---------------------------------------- | -------- | ---------------------- | --------- | ---------------- |
| Les données manquantes sont à compléter. |          |                        |           |                  |
| avant 1988                               | ?        | Jean-Baptiste Bourdeau |           |                  |
| avant 1995                               | ?        | Jean-Claude Montuelle  |           |                  |
| 2001                                     | 2008     | Jacques Esposito       |           | Professeur d'EPS |
| 2008                                     | 2017     | Noël Lizot             | SE        | Menuisier        |
| 2017                                     | 2020     | Caroline Prévautel     | SE        | ASH              |
| 2020                                     | En cours | Jackie Lizot           |           |                  |

### Fiscalité
La fiscalité est d'un taux de 10,36 % sur le bâti, 43,88 % sur le non bâti, 7,22 % pour la taxe d'habitation  et 10,85 % de taxe professionnelle(chiffres 2007).
La communauté de communes  prélève  2,61 % sur le bâti, 6,06 % sur le non bâti, 1,09 % pour la taxe d'habitation  et 1,45 % de taxe professionnelle.

## Démographie

### Évolution démographique
L'évolution du nombre d'habitants est connue à travers les recensements de la population effectués dans la commune depuis 1793. Pour les communes de moins de 10 000 habitants, une enquête de recensement portant sur toute la population est réalisée tous les cinq ans, les populations de référence des années intermédiaires étant quant à elles estimées par interpolation ou extrapolation. Pour la commune, le premier recensement exhaustif entrant dans le cadre du nouveau dispositif a été réalisé en 2008.

En 2022, la commune comptait 113 habitants, en évolution de −13,08 % par rapport à 2016 (Charente : −0,48 %, France hors Mayotte : +2,11 %).
| 1793 | 1800 | 1806 | 1821 | 1831 | 1841 | 1846 | 1851 | 1856 |
| ---- | ---- | ---- | ---- | ---- | ---- | ---- | ---- | ---- |
| 250  | 382  | 386  | 418  | 420  | 403  | 413  | 414  | 413  |

| 1861 | 1866 | 1872 | 1876 | 1881 | 1886 | 1891 | 1896 | 1901 |
| ---- | ---- | ---- | ---- | ---- | ---- | ---- | ---- | ---- |
| 440  | 405  | 410  | 429  | 377  | 380  | 344  | 334  | 334  |

| 1906 | 1911 | 1921 | 1926 | 1931 | 1936 | 1946 | 1954 | 1962 |
| ---- | ---- | ---- | ---- | ---- | ---- | ---- | ---- | ---- |
| 325  | 330  | 277  | 263  | 261  | 265  | 237  | 222  | 216  |

| 1968 | 1975 | 1982 | 1990 | 1999 | 2006 | 2008 | 2013 | 2018 |
| ---- | ---- | ---- | ---- | ---- | ---- | ---- | ---- | ---- |
| 169  | 137  | 116  | 132  | 152  | 150  | 149  | 138  | 112  |

| 2022 | - | - | - | - | - | - | - | - |
| ---- | - | - | - | - | - | - | - | - |
| 113  | - | - | - | - | - | - | - | - |

### Pyramide des âges
La population de la commune est relativement âgée.
En 2018, le taux de personnes d'un âge inférieur à 30 ans s'élève à 18,7 %, soit en dessous de la moyenne départementale (30,2 %). À l'inverse, le taux de personnes d'âge supérieur à 60 ans est de 40,1 % la même année, alors qu'il est de 32,3 % au niveau départemental.
En 2018, la commune comptait 54 hommes pour 58 femmes, soit un taux de 51,79 % de femmes, légèrement supérieur au taux départemental (51,59 %).
Les pyramides des âges de la commune et du département s'établissent comme suit.
| Hommes | Classe d’âge | Femmes |
| ------ | ------------ | ------ |
| 1,9    | 90 ou +      | 1,7    |
| 18,5   | 75-89 ans    | 19,0   |
| 24,1   | 60-74 ans    | 15,5   |
| 29,6   | 45-59 ans    | 37,9   |
| 9,3    | 30-44 ans    | 5,2    |
| 9,3    | 15-29 ans    | 8,6    |
| 7,4    | 0-14 ans     | 12,1   |

| Hommes | Classe d’âge | Femmes |
| ------ | ------------ | ------ |
| 1      | 90 ou +      | 2,7    |
| 9,2    | 75-89 ans    | 12     |
| 20,6   | 60-74 ans    | 21,3   |
| 20,7   | 45-59 ans    | 20,3   |
| 16,8   | 30-44 ans    | 16     |
| 15,6   | 15-29 ans    | 13,4   |
| 16,1   | 0-14 ans     | 14,3   |

### Remarques
Bessé qui a compté jusqu'à 440 habitants en 1861 a ensuite en un siècle perdu la moitié de sa population qui est maintenant stabilisée aux alentours de 150 habitants.

## Économie

### Agriculture
Bessé est une commune agricole en zone céréalière avec aussi des élevages de porcins et bovins.
La viticulture occupe une petite partie de l'activité agricole. La commune est située dans les Bons Bois, dans la zone d'appellation d'origine contrôlée du cognac.

### Commerces
Un charpentier et un menuisier sont les deux artisans de la commune.

## Équipements, services et vie locale
Bessé n'a pas d'école ni aucun autre service.
Les services se trouvent à Aigre le chef-lieu de canton et à Villefagnan.

## Lieux et monuments

### Patrimoine religieux
L'église paroissiale Saint-Sébastien a été construite au XIIe siècle. Elle était le siège d'une cure dépendant de l'abbaye Saint-Ausone d'Angoulême. Elle a été restaurée au XVe siècle. Son clocher à flèche carrée a été reconstruit en 1882,.
Plusieurs croix et oratoires sont dans divers points de la commune.

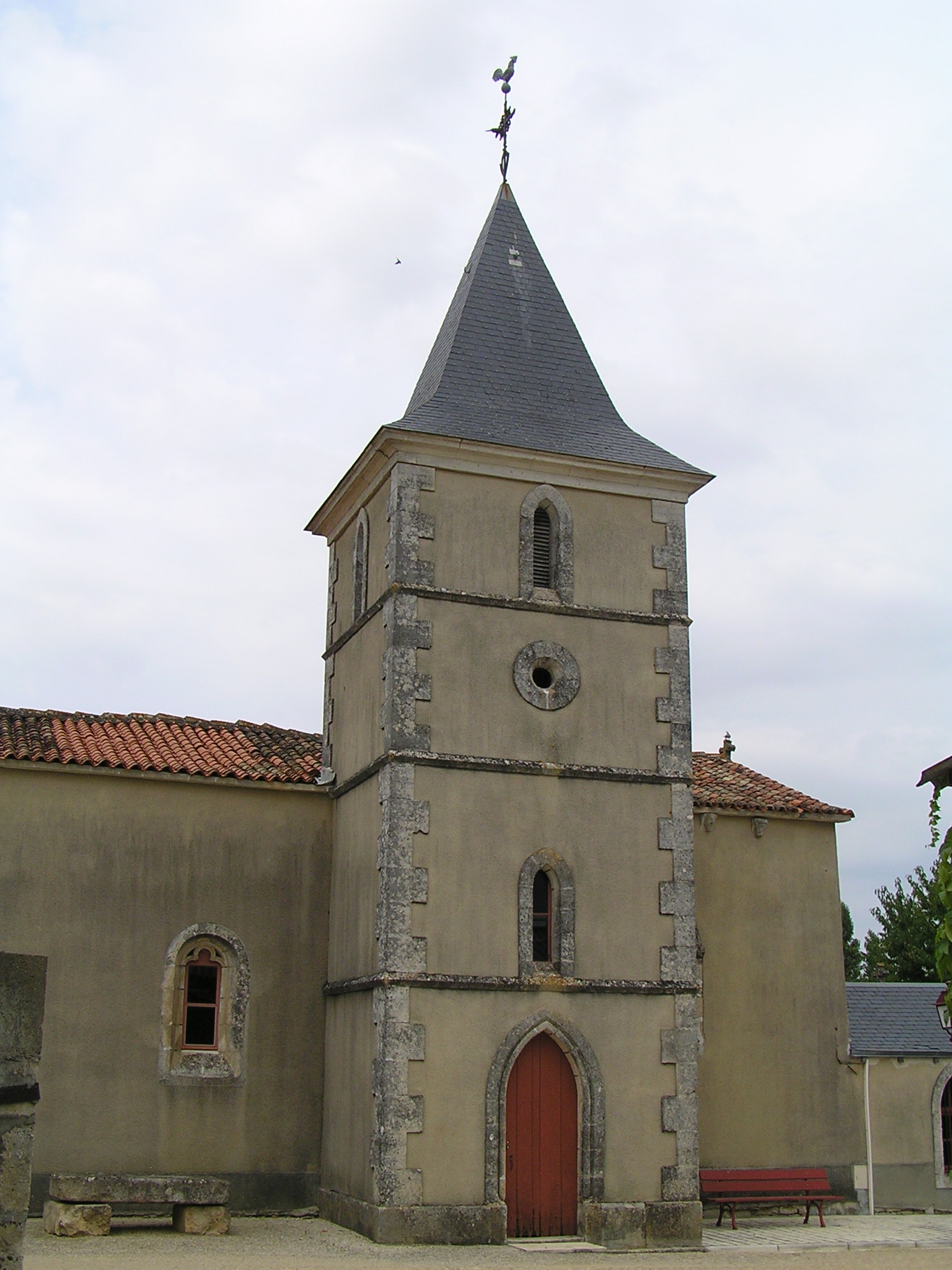
L'église Saint-Sébastien
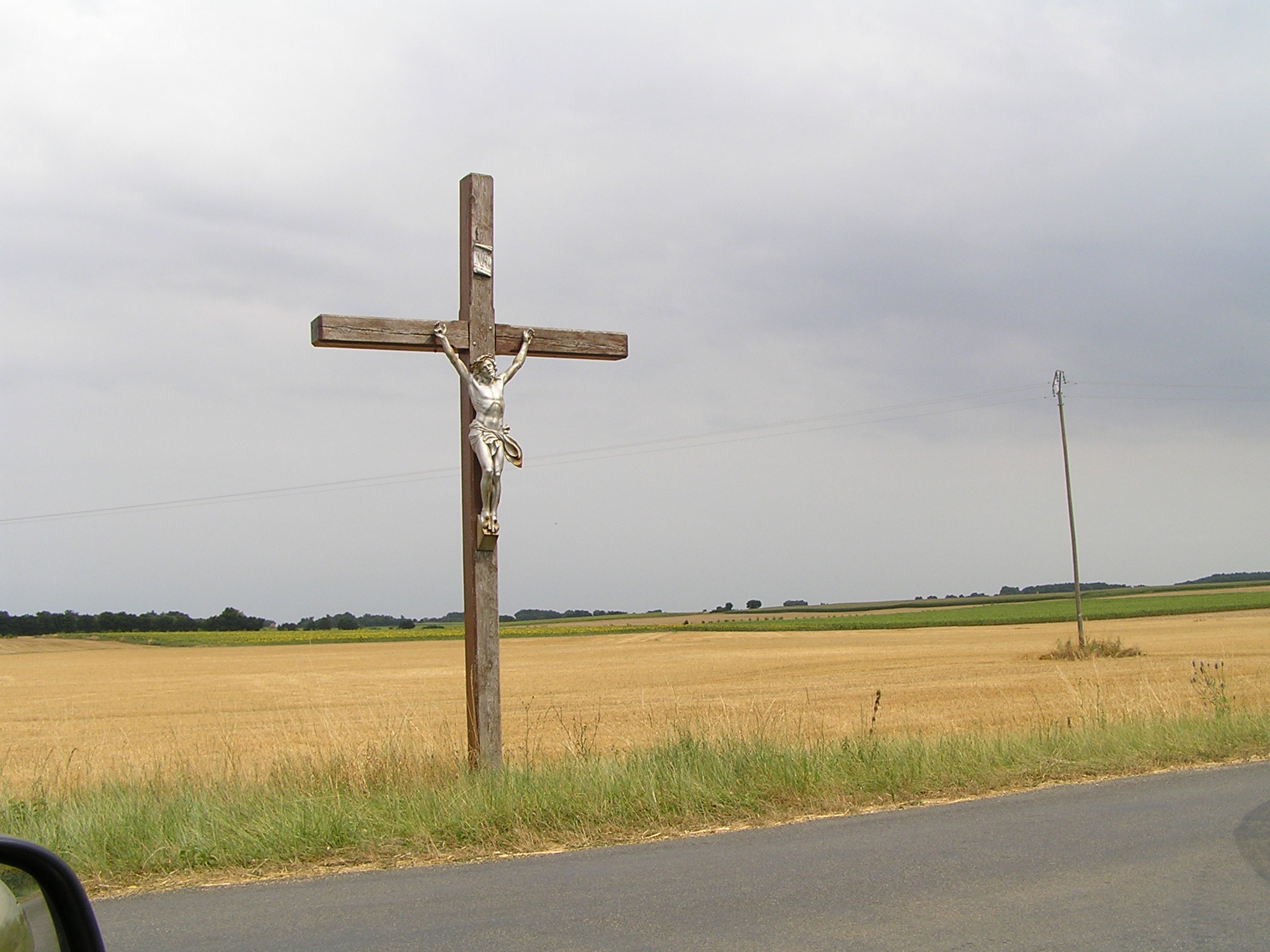
Calvaire
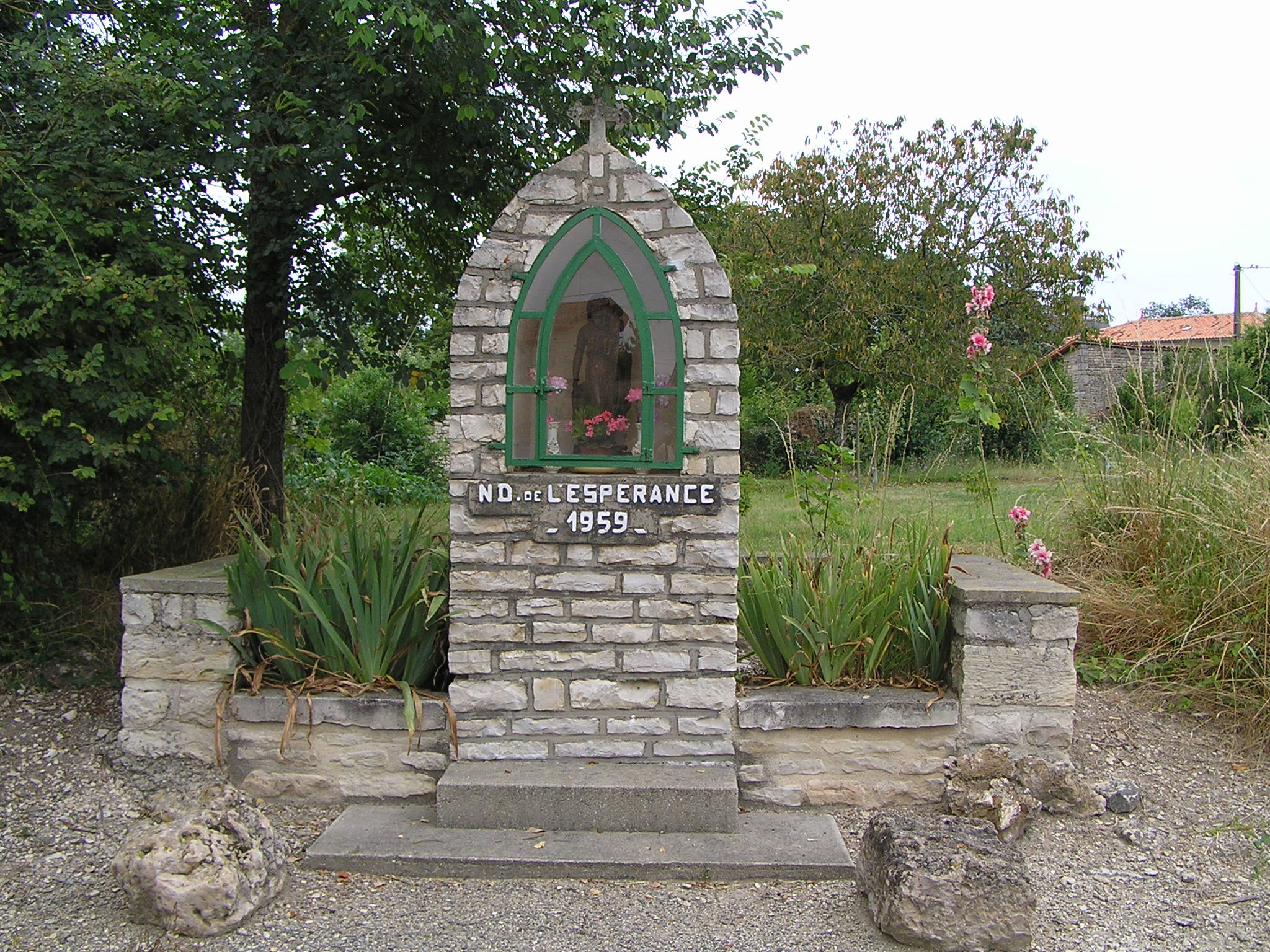
Oratoire
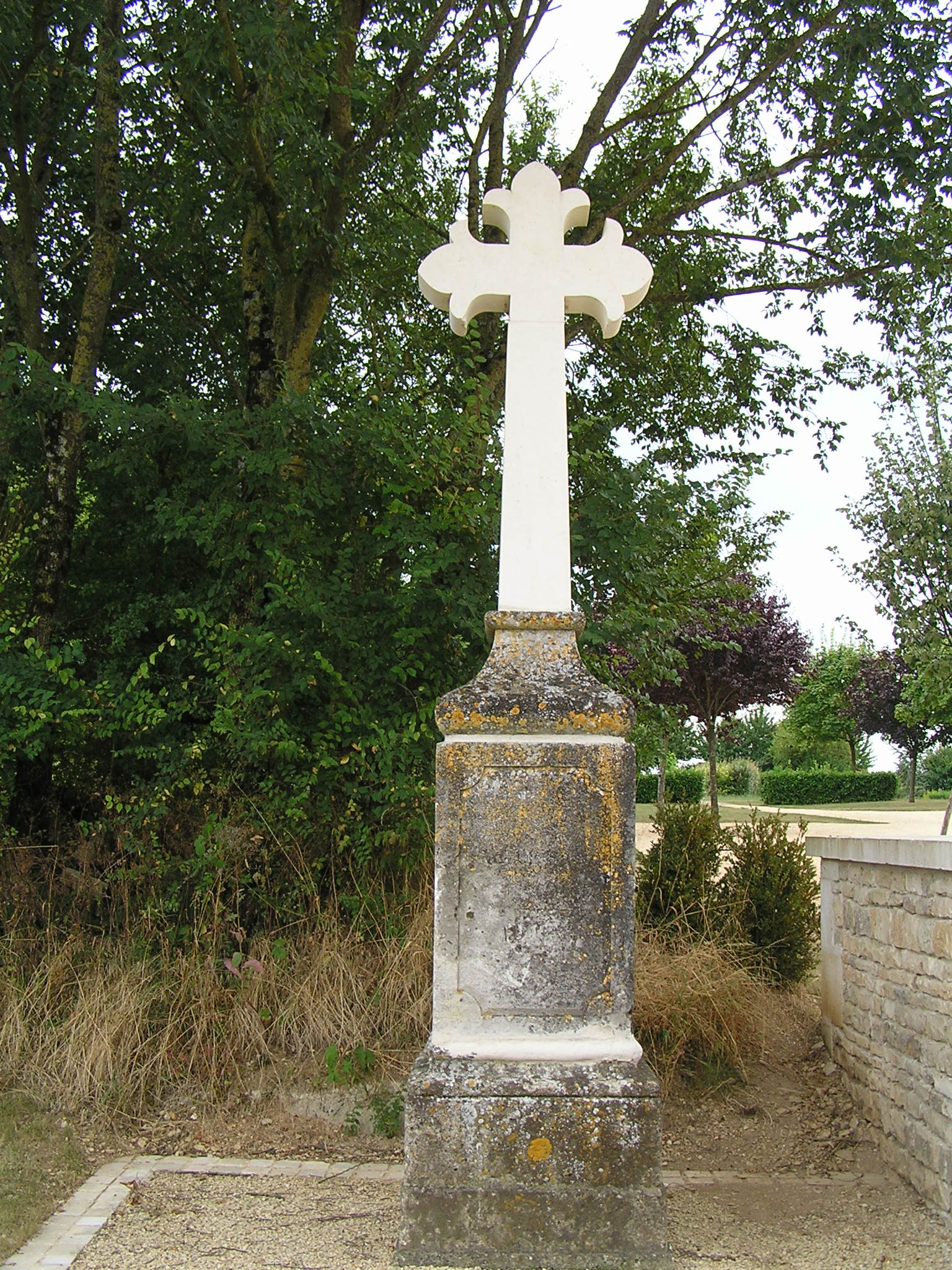
Croix

### Patrimoine civil
Deux maisons pourraient être du XVe siècle et le lavoir serait du XVIIe siècle tout comme le manoir le Logis daté de 1642 et le manoir de Gragonne très remanié au XIXe siècle.
Le dolmen de la Pierre-Blanche: la table de ce dolmen mesure 4,50 m de longueur sur près de 4 m de largeur et 1,50 m d'épaisseur; par un bout, cette table ne repose que sur deux de ses supports; il a été classé monument historique en 1930.

Dolmen de la Pierre blanche
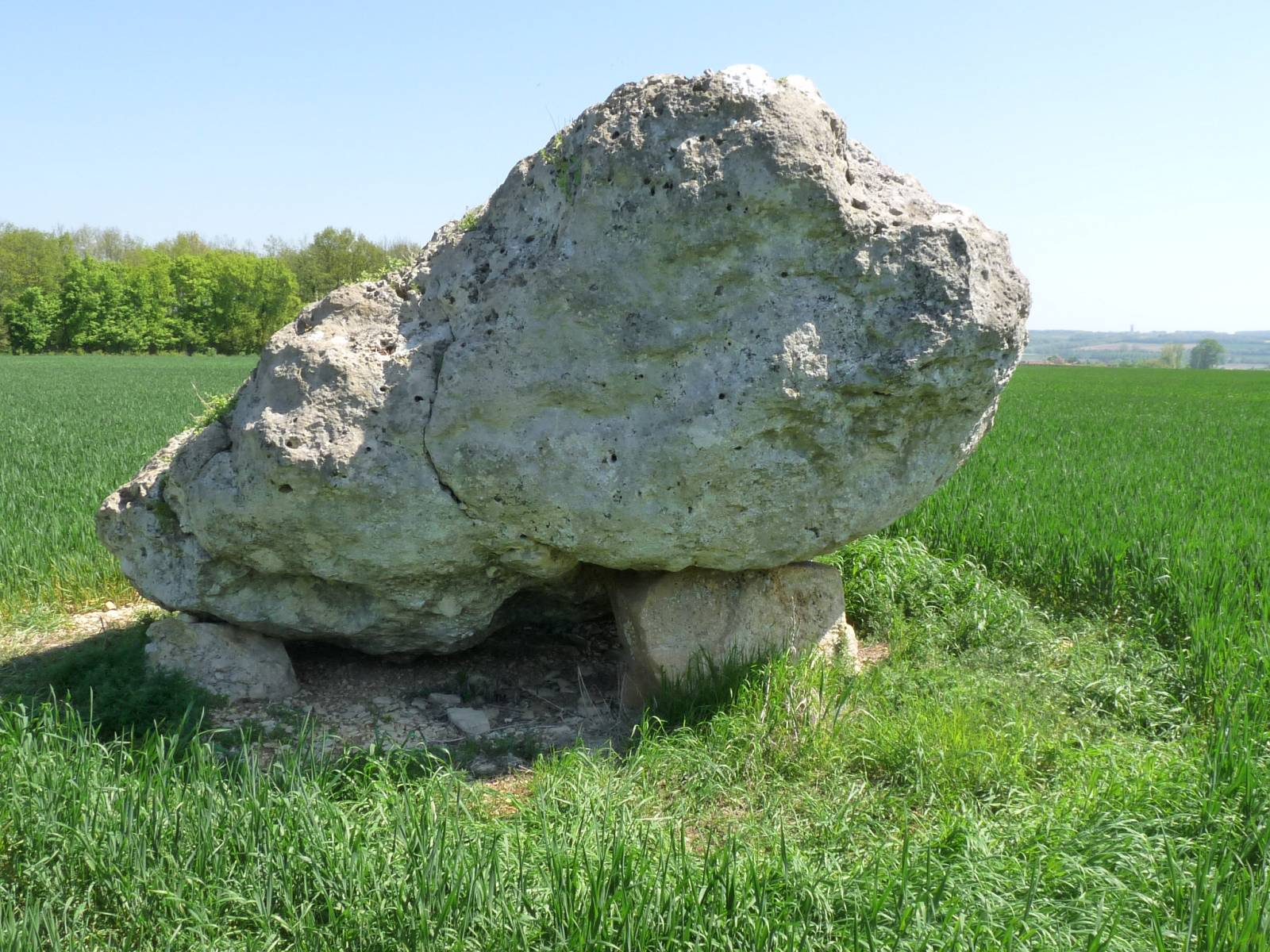
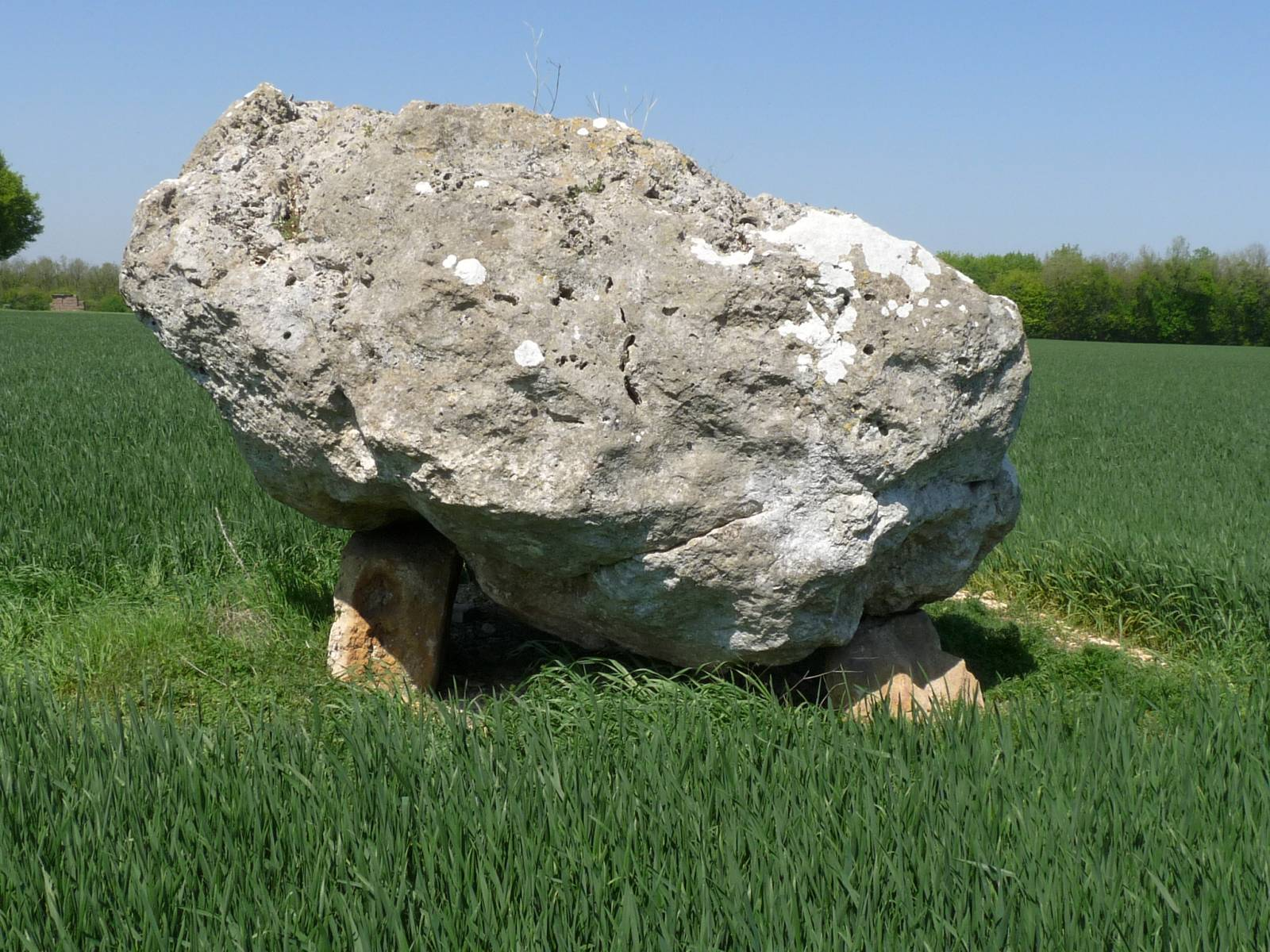
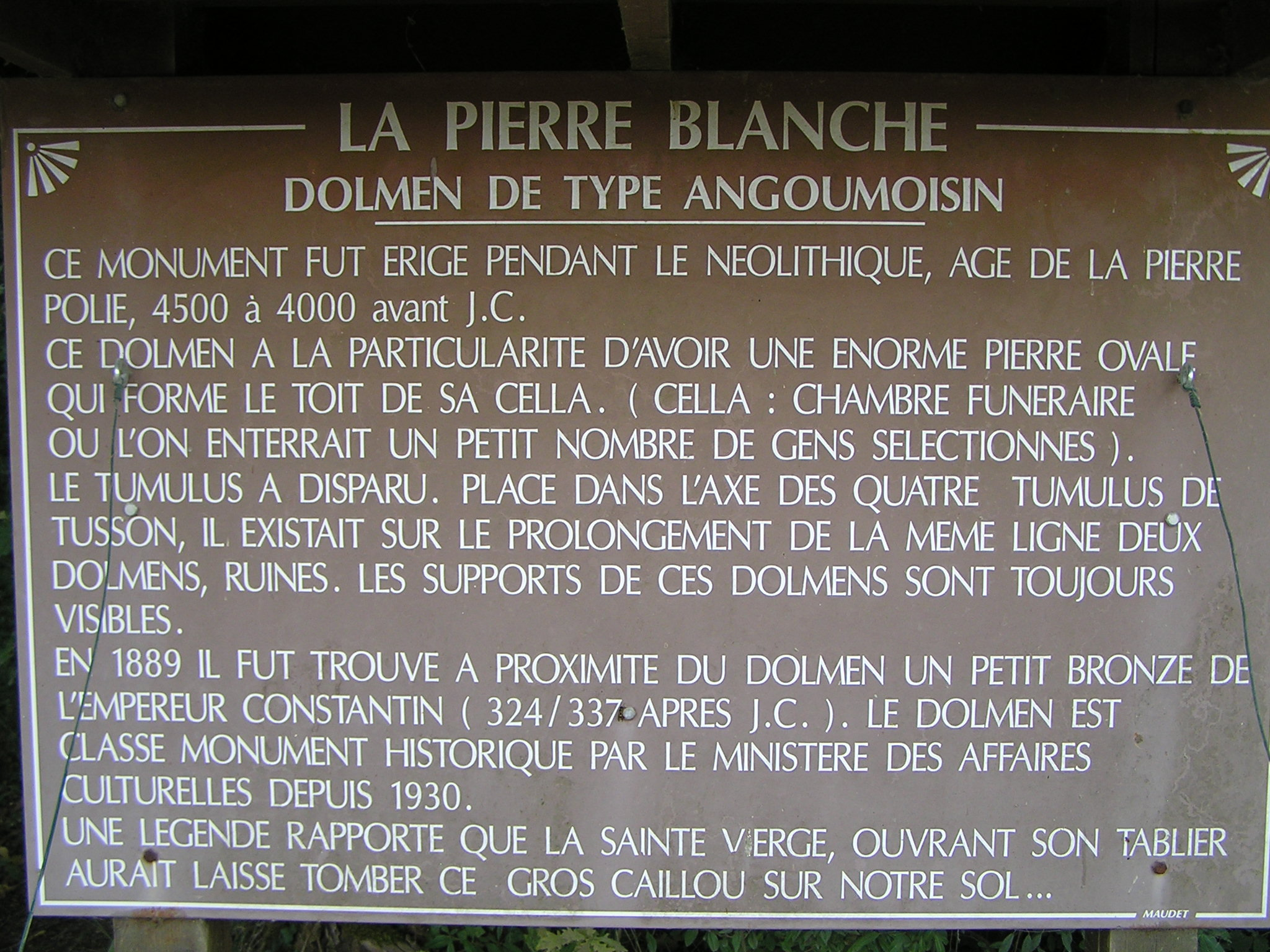
Panneau explicatif

Le logis de la Grand-Maison, situé au bourg, est attesté au XVe siècle et son architecture en témoigne encore,.

Autre patrimoine
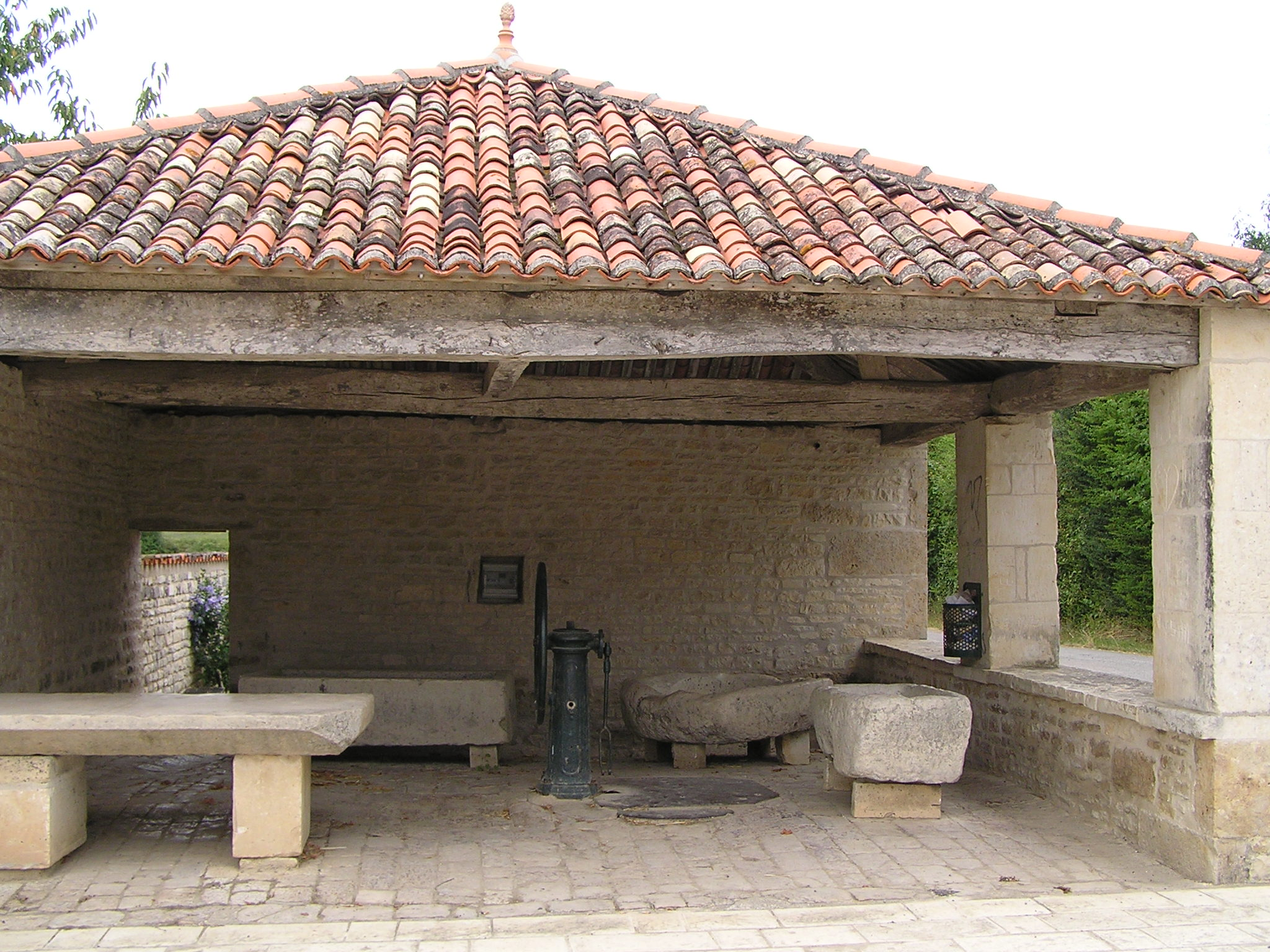
Lavoir
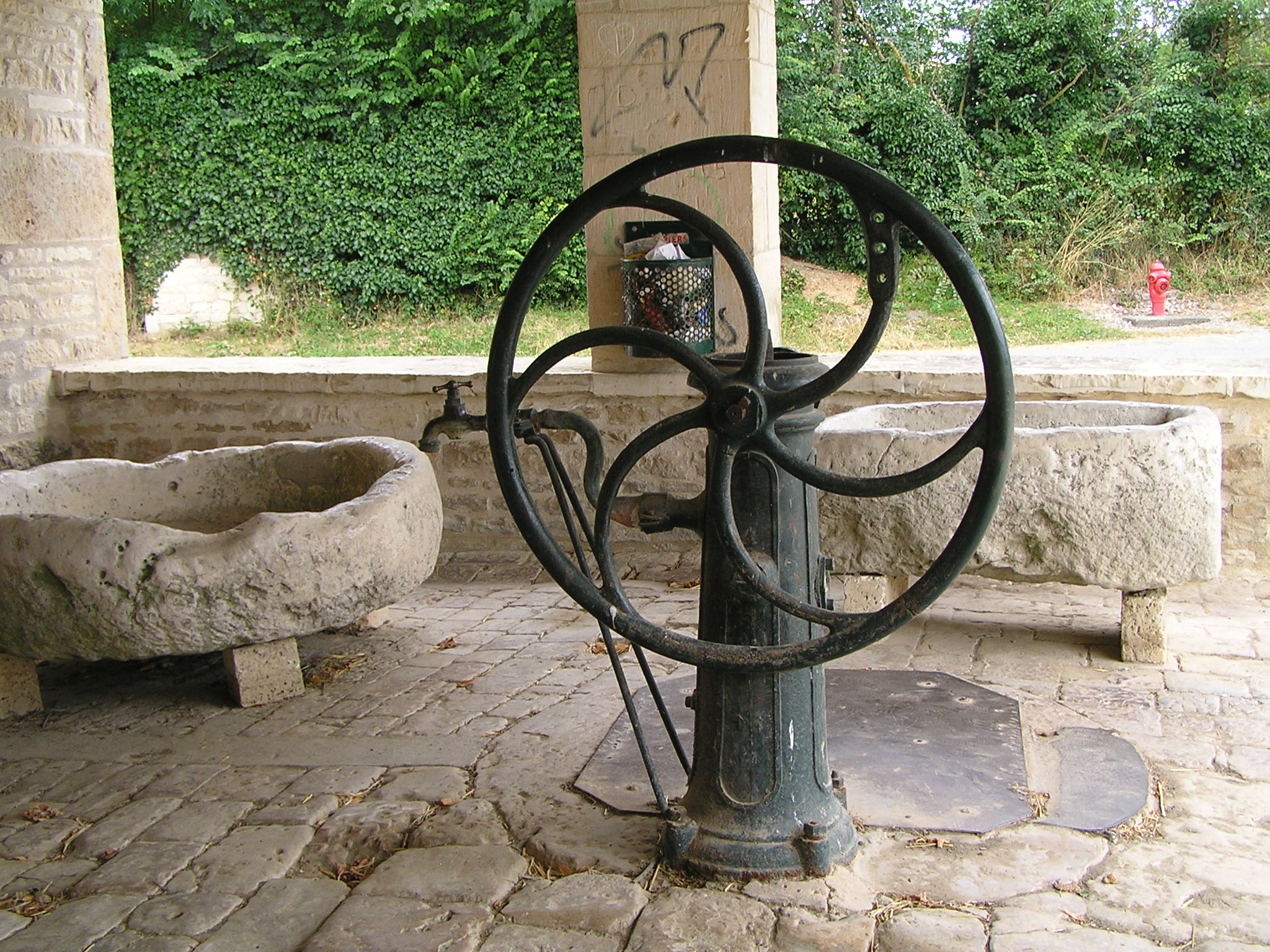
Pompe et cuves du lavoir